# Nuuchahnulth
Cet article concerne la langue nuuchahnulth. Pour le peuple nuuchahnulth, voir Nootkas.
Le nuuchahnulth (anciennement nootka ; autonyme : nuučaan̓uł) est une langue wakashane du Sud, parlée par les Nootkas le long de la côte occidentale de l'île de Vancouver en Colombie-Britannique par 170 personnes.

## Variétés
Le nuuchahnulth est la langue de quinze bandes d'Amérindiens, mais il est difficile de dire, dans l'état actuel de la recherche, le nombre de dialectes que compte la langue.
Les dialectes sont parfois associés aux différentes premières nations ou bandes indiennes mais celles-ci comptent des locuteurs de différents dialectes, pour différentes raisons dont notamment les mariages exogames.
| Groupes            | Dialectes           | Noms natifs              | Premières nations               |
| ------------------ | ------------------- | ------------------------ | ------------------------------- |
| Kyuquot-Checleseht | Kyuquot-Checleseht  | qaay̓uuk̓tḥ/č̓iiqƛisitḥ     | Ḵa:’yu:’k’t’h’/Che:ḵ’tles7et’h’ |
| Nord               | Ehattesaht          | ʔiiḥatisatḥ/činaxintʔatḥ | Ehattesaht/Chinehkint           |
| Nord               | Mowachaht-Muchalaht | muwač̓atḥ/mačłaatḥ        | Mowachaht/Muchalaht             |
| Nord               | Nuchatlaht          | nučaaƛʔatḥ               | Nuchatlaht                      |
| Central            | Clayoquot           | ƛaʔuukʷiʔatḥ             | Tla-o-quiaht                    |
| Central            | Ahousaht            | ʕaaḥuusʔatḥ              | Ahousaht                        |
| Central            | Hesquiat            | ḥiškʷiiʔatḥ              | Hesquiat                        |
| Barkley Sound      | Ohiaht              | huuʔiiʔatḥ               | Huu-ay-aht                      |
| Barkley Sound      | Hupacasath          | hupačasatḥ               | Hupacasath                      |
| Barkley Sound      | Tseshaht            | c̓išaaʔatḥ                | Tseshaht                        |
| Barkley Sound      | Uchuklesaht         | ḥuučuqƛisʔatḥ            | Uchuklesaht                     |
| Barkley Sound      | Toquaht             | t̓uk̓ʷaaʔatḥ               | Toquaht                         |
| Barkley Sound      | Ucluelet            | yuułuʔiłʔatḥ             | Yuułuʔiłʔatḥ                    |
| (Ditidaht)         | (Ditidaht)          | diitiidʔaaʔtx̣            | Ditidaht                        |
| (Ditidaht)         | (Pacheedaht)        | p̓aačiidʔaaʔtx̣            | Pacheedaht                      |

Le ditidaht est plutôt considéré comme une langue à part.

## Écriture
| a | aa | c | c̓  | č | č̓ | e | ee | h  | ḥ | i | ii | k  | k̓ | k̓ʷ |
| ł | ƛ  | ƛ̓ | m  | m̓ | n | n̓ | o  | oo | p | p̓ | q  | qʷ | s | š  |
| t | t̓  | u | uu | w | w̓ | x | x̣  | xʷ | y | y̓ | ʕ  | ʔ  |   |    |

Note : ‹ ł, ƛ, ƛ̓ › ont parfois un tilde inscrit au lieu d’une barre inscrite.

## Phonologie
Le dialecte présenté ici est celui d'Ahousaht.

### Voyelles
|         | Antérieure    | Centrale      | Postérieure   |
| ------- | ------------- | ------------- | ------------- |
| Fermée  | i [i] ii [iː] |               | u [u] uu [uː] |
| Ouverte |               | a [a] aa [aː] |               |

### Consonnes
|               |            | Bilabiale | Dentale  | Latérale | Palatale | Vélaire | Labio.    | Uvulaire | Lab.-uv. | Pharyn- gale | Glottale |
| ------------- | ---------- | --------- | -------- | -------- | -------- | ------- | --------- | -------- | -------- | ------------ | -------- |
| Occlusives    | Sourdes    | p [p]     | t [t]    |          |          | k [k]   | kw [kʷ]   | q [q]    | qw [qʷ]  | ʕ [ʕ]        | ʔ [ʔ]    |
| Occlusives    | Glottales  | pʼ [pʼ]   | tʼ [tʼ]  |          |          | kʼ [kʼ] | kwʼ [kʷʼ] |          |          |              |          |
| Fricatives    | Fricatives |           | s [s]    | ɫ [ɬ]    | š [ʃ]    | x [x]   | xw [xʷ]   | χ [χ]    | χw [χʷ]  | ḥ [ħ]        | h [h]    |
| Affriquées    | Sourdes    |           | c [t͡s]   | ʎ [t͡ɬ]   | č [t͡ʃ]   |         |           |          |          |              |          |
| Affriquées    | Glottales  |           | cʼ [t͡sʼ] | ʎʼ [t͡ɬʼ] | čʼ [t͡ʃʼ] |         |           |          |          |              |          |
| Nasales       | Simples    | m [m]     | n [n]    |          |          |         |           |          |          |              |          |
| Nasales       | Glottales  | mʼ [mʼ]   | nʼ [nʼ]  |          |          |         |           |          |          |              |          |
| Semi-voyelles | simples    | w [w]     |          |          | y [j]    |         |           |          |          |              |          |
| Semi-voyelles | Glottales  | wʼ [wʼ]   |          |          | yʼ [jʼ]  |         |           |          |          |              |          |